# Böhmerwaldmuseum Wien

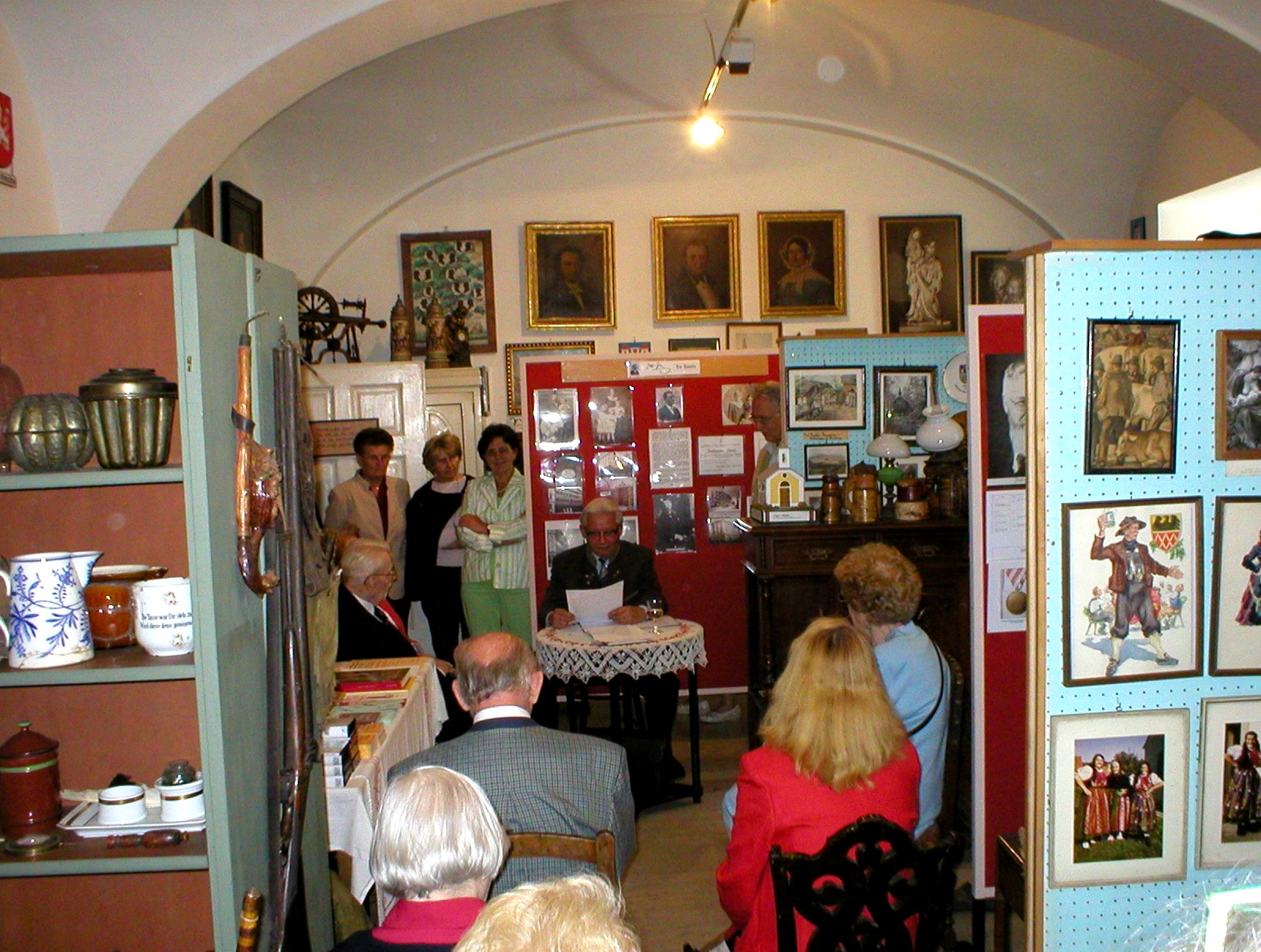
Böhmerwaldmuseum, Eröffnung Zettl-Ausstellung

Das Böhmerwaldmuseum Wien ist ein Heimatmuseum in der Ungargasse 3 im 3. Wiener Gemeindebezirk Landstraße, welches von einem unabhängigen Trägerverein verwaltet und betrieben wird.

## Geschichte
Aus einer Initiative der Schriftsteller Herbert von Marouschek und Karl Haudek im Jahre 1952 entstand das Heimatmuseum, welches anfangs mit seinen Exponaten in verschiedenen Wirtshäusern auftrat. Im Jahre 1960 wurde das Museum mit der Sammlung Erzgebirger Heimatstube vereinigt. Die Sammlung umfasst 2010 mehr als 15.000 Stücke, wie Trachten, Bilder, Fotos, und Gegenstände des bäuerlichen Alltags aus den vor dem Ersten Weltkrieg deutschsprachigen Teilen des Böhmerwaldes und Erzgebirges. Angeschlossen ist eine Bibliothek sowie eine umfangreiche historische Ansichtskartensammlung. Sämtliche Objekte des Museums sind digital inventarisiert und fotografiert.
Grenzüberschreitende Ausstellungsprojekte mit tschechischen Museen bzw. Kommunen wie z. B. im Regionalmuseum in Krummau – Česky Krumlov (Bohemia-Werke bei Unterreichenstein in den Fotografien der Krummauer Fotografen Josef und Franz Seidl), in Außergefild – Kvilda (Johann Peter – Der Rosegger des Böhmerwaldes aus Buchwald – Bučina) und mit der Stadt Gratzen – Nové Hrady (Auf den Spuren der gemeinsamen Geschichte) stellen auch einen Teil der Museumsarbeit dar.

## Ausstellungen
- 2007: Mundartdichter Zephyrin Zettl (1876–1935)
- 2008: 150. Geburtstag Johann Peter – der Rossegger des Böhmerwaldes
- 2009: 170. Geburtstag von Andreas Hartauer – Dichter und Komponist des Liedes ´Tief drin im Böhmerwald´
- 2010: Erinnerung an Jeanette Schmid, Baroness Lips von Lipstrill – letzte konzertante Kunstpfeiferin der Welt
- 2011: Karlsbad – Altösterreichischer Kurort zwischen Erzgebirge und Kaiserwald
- 2012: Sonderausstellung zur Museumsgeschichte, Heimatlandschaften Böhmerwald – Egerland – Erzgebirge
- 2013: Tom Jack - The Ice-King
- 2013: Hausindustrie im Böhmerwald
- 2014: 160 Jahre Verlag und Buchdruckerei J. Steinbrener (einst in Winterberg – Vimperk – CZ) und heute in Schärding am Inn
- 2015: Jüdische Spuren im böhmischen Grenzgebiet
- 2016: Gemälde, Grafiken, Aquarelle (Böhmerwald und Böhmerwäldler Künstler - aus den Beständen des Museums)
- 2017: Rosa Tahedl (1917–2006) - zur 100. Wiederkehr des Geburtstages der Dichterin und Schriftstellerin, Lehrerin, Waldarbeiterin und Heimatkundlerin des Böhmerwaldes